# Донец, Андрей Анатольевич
Андре́й Анато́льевич Доне́ц (укр. Андрій Анатолійович Донець; род. 3 января 1981, Волочиск, Хмельницкая область) — украинский футболист, защитник.

## Биография
Начал заниматься футболом в 6 лет. Выступал за клубы «Збруч» (Волочиск) и клуб любительского чемпионата «Нива-Текстильщик» из Дунаевцов. В 1999 году попал во львовские «Карпаты». В высшей лиге дебютировал 18 марта 2000 года в матче против мариупольского «Металлурга» (1:0), Донец вышел на поле на 85 минуте вместо Любомира Вовчука. В основном Донец выступал за «Карпаты-2», в которых провёл 99 матчей во второй и первой лиге Украины, также сыграл 2 матча в Кубке Украины. За основу «Карпат» Андрей провёл 29 матчей в высшей и первой лиге, в Кубке Украины провёл 6 матчей и забил 1 гол. В 2005 году выступал за луцкую «Волынь», после играл за румынский клуб УТА из города Арада, затем снова за «Волынь».
Летом 2007 года перешёл в ужгородское «Закарпатье». В сезоне 2007/08 в высшей лиге провёл 19 матчей и забил 1 гол и 1 матч в Кубке Украины. В июле 2008 года подписал двухлетний контракт с симферопольской «Таврией». Летом 2008 года провёл 2 матча в Кубке Интертото против «Тирасполя» и «Ренна». В команде в Премьер-лиге дебютировал 10 августа 2008 года в матче против запорожского «Металлурга» (1:0). В июле 2009 года был отдан в аренду ужгородскому «Закарпатью».
В составе «Закарпатья» провёл полгода и сыграл 13 матчей в чемпионате Украины и 1 матч в Кубке. В начале 2010 года вернулся в расположение «Таврии». Во второй половине сезона 2009/10 Донец сыграл всего в 1 матче. 4 июля 2010 года в матче за Суперкубок Украины против донецкого «Шахтёра» (7:1), Донец остался на скамейке запасных, так и не выйдя на поле.
В сезоне 2010/11 Донец сыграл 14 матчей и забил 1 гол в чемпионате, «Таврия» заняла 7 место и по разнице забитых и пропущенных мячей уступила место в Лиги Европы полтавской «Ворскле». В конце апреля 2011 года тогдашний главный тренер команды Валерий Петров перевёл его в дублирующий состав. В мае 2011 года у Андрея закончился контракт и он покинул расположение клуба в качестве свободного агента. 23 июня подписал двухлетний контракт с одесским «Черноморцем», который вышел в Премьер-лигу Украины.
В 2012—2013 годах играл за перволиговую «Буковину» из Черновцов. Летом 2013 года перебрался в тернопольскую «Ниву», где выступал в качестве капитана.

## Достижения
«Агробизнес» (Волочиск)
- Победитель второй лиги Украины: 2017/18
- Чемпион Украины среди любительских команд: 2016/17
- Вице-чемпион Украины среди любительских команд: 2016

## Личная жизнь
Женат, вместе воспитывают дочь. Любимый футбольный клуб Андрея — лондонский «Арсенал», любимое блюдо — шашлык.